# Anii 180 î.Hr.
Secole: Secolul al III-lea î.Hr. - Secolul al II-lea î.Hr. - Secolul I î.Hr.
Decenii: Anii 230 î.Hr. Anii 220 î.Hr. Anii 210 î.Hr. Anii 200 î.Hr. Anii 190 î.Hr. - Anii 180 î.Hr. - Anii 170 î.Hr. Anii 160 î.Hr. Anii 150 î.Hr. Anii 140 î.Hr. Anii 130 î.Hr.
Anii: 190 î.Hr. | 189 î.Hr. | 188 î.Hr. | 187 î.Hr. | 186 î.Hr. | 185 î.Hr. | 184 î.Hr. | 183 î.Hr. | 182 î.Hr. | 181 î.Hr. | 180 î.Hr.
Evenimente